# Saronský záliv
Saronský záliv (řecky Σαρωνικός κόλπος, Saronikós kólpos), česky také Aiginský záliv, je součástí Egejského moře. Je sevřen poloostrovy Attika a Argolis a ze severu ohraničen Korintskou šíjí, kterou protíná Korintský průplav, jehož východní konec ústí do zálivu. V zálivu ležící Saronské ostrovy jsou významnou součástí řecké historie, u největšího z nich, Salaminy, se odehrála zásadní bitva řecko-perských válek.
Athény, hlavní město Řecka, leží při severním pobřeží zálivu.

## Externí odkazy

Záliv na panoramatickém pohledu z ostrova Poros